# Meadow Lake (Nuevo México)
Meadow Lake es un lugar designado por el censo ubicado en el condado de Valencia en el estado estadounidense de Nuevo México. En el Censo de 2010 tenía una población de 4708 habitantes y una densidad poblacional de 157,18 personas por km².

## Geografía
Meadow Lake se encuentra ubicado en las coordenadas 34°48′13″N 106°34′18″O / 34.80361, -106.57167. Según la Oficina del Censo de los Estados Unidos, Meadow Lake tiene una superficie total de 29.95 km², de la cual 29.89 km² corresponden a tierra firme y (0.2%) 0.06 km² es agua.

## Demografía
Según el censo de 2010, había 4708 personas residiendo en Meadow Lake. La densidad de población era de 157,18 hab./km². De los 4708 habitantes, Meadow Lake estaba compuesto por el 63.23% blancos, el 1.49% eran afroamericanos, el 2.93% eran amerindios, el 0.49% eran asiáticos, el 0% eran isleños del Pacífico, el 27.12% eran de otras razas y el 4.74% pertenecían a dos o más razas. Del total de la población el 73% eran hispanos o latinos de cualquier raza.